# Rolling release
Een rolling release (doorlopende update) is een begrip in de software engineering op het gebied van besturingssystemen wat betekent dat er continue updates plaatsvinden. Een besturingssysteem dat dit principe toepast krijgt niet in een keer een grote update (een zogeheten point release), maar in plaats hiervan steeds kleine bijgewerkte softwarepakketten.

## Eigenschappen
Een rolling release is een van de vele levenscycli van softwareontwikkeling. Hoewel dit principe kan worden gebruikt voor de uitrol van elke software, wordt het met name gebruikt bij Linuxdistributies. Enkele voorbeelden hiervan zijn Arch Linux, Fedora, Gentoo Linux, openSUSE, Manjaro, Parrot OS en PureOS.
Een rolling releasemodel wordt geïmplementeerd met kleine en frequente updates. Om onder dit principe te werken moeten de ontwikkelaars ook met een enkele code branch (codetak) werken, in plaats van discrete versies. De software-updates worden doorgaans aan de gebruiker geleverd door een beheerpakket op de pc, dat via internet toegang heeft tot de softwarebron. Een voorbeeld van een beheerpakket is Pacman.

### Voor- en nadelen
Enkele voordelen zijn:
- Altijd de nieuwste software beschikbaar
- Het besturingssysteem hoeft niet steeds opnieuw te worden geïnstalleerd om nieuwe of bijgewerkte software te krijgen
- Wanneer een fout in bepaalde software snel wordt opgelost, kan deze ook eerder bij de eindgebruiker terechtkomen

Enkele nadelen zijn:
- De nieuwste software kan incompatibiliteit of andere fouten veroorzaken
- Als de distributie geen .iso-installatie is, moet een groter aantal pakketten worden bijgewerkt.